# Villalonga (Valencia)
Villalonga (en valenciano y cooficialmente Vilallonga) es un municipio de la Comunidad Valenciana, España. Pertenece a la provincia de Valencia, en la comarca de la Safor. Cuenta con una población de 4713 habitantes (INE 2024).

## Geografía
Situado en el extremo sureste de la provincia de Valencia, en las laderas septentrionales de la sierra de la Safor, que sirve de límite con la provincia de Alicante. El relieve lo forma un espacioso valle por cuyo centro discurre el río Serpis en dirección nordeste en busca del mar.
El clima es mediteráneo y de montaña. En verano las temperaturas máximas suelen estar entre 35 y 40 grados centígrados; en cambio en invierno, las mínimas oscilan entre -5 y 5 grados centígrados. El otoño suele ser lluvioso o seco. A finales de verano o al principio de otoño se produce la gota fría, es un temporal muy fuerte y que pueden caer hasta más de 300 litros en un día, todo depende de la temperatura del mar Mediterráneo.
Desde Valencia se accede a este pueblo, por carretera, llegando primero a Gandía a través de la N-332 y en las afueras de la ciudad (dirección a la localidad de Oliva) se coge la carretera CV-680 para llegar hasta Villalonga pasando por: Almoines, Beniarjó, Beniflá y Potríes.
Hay una línea de autobús que pasa por los pueblos Gandia, Almoines, Beniarjó, Benifla, Potríes, Palma de Gandía, Ador y Villalonga.

### Localidades limítrofes
El término municipal de Villalonga limita con las siguientes localidades:
Ador, Castellonet, Fuente Encarroz, Lugar Nuevo de San Jerónimo, Oliva, Potríes y Terrateig de la provincia de Valencia; Adsubia, Lorcha y Vall de Gallinera de la provincia de Alicante.

## Historia
Los vestigios más antiguos que conocemos en este término municipal se encuentran concentrados en su mayoría en la zona del Pla de la Llacuna y consisten en varios asentamientos al aire libre en los que han sido documentados restos materiales pertenecientes al periodo Paleolítico Superior así como otros materiales relacionados con el período Mesolítico. El yacimiento de Les Coves del Pastor –yacimiento actualmente destruido– ha sido objeto de estudios recientes y ha sido datado en el periodo eneolítico, momento en que la cavidad fue utilizada con fines funerarios a tenor de los materiales hallados hasta el momento. El yacimiento de la Cova del Racó del Duc debe haber sido utilizado en varias épocas como cueva refugio ya que las características geomoforlógicas de la misma no ofrecen condiciones idóneas para hacerla habitable.
Se comenta el hallazgo de restos óseos humanos por lo que tampoco es descartable su utilización con fines funerarios en época eneolítica. Entre los materiales a destacar se han encontrado punzones de hueso, cerámica con decoración peinada así como varios nódulos de sílex y varios restos cerámicos desde época eneolítica hasta la época islámica.
Jaime I conquistó las tierras valencianas durante su largo reinado (1213-1276). El Rey Jaime conquistó el valle en el mes agosto de 1240. Cedió el castillo de Villalonga, casas y tierras, habitadas por moriscos a Diego López III de Haro, señor de Vizcaya.
Pocos años más tarde los derechos fueron traspasados a Arnaldo Llansol de Romaní, hijo de Arnaldo Berenguer Llansol, señor de Romaní. Sus descendientes fueron los señores de Villalonga. Conservaron la propiedad durante casi tres siglos y medio, hasta 1603.
En esta fecha, la baronía de Villalonga, es adquirida por Pedro Franqueza y Esteve, quien es ennoblecido por Felipe III con el título de conde de Villalonga.
En 1606 el conde cae en desgracia, es procesado, encarcelado y sus propiedades son confiscadas. Para administrar este patrimonio, la Real Audiencia de Valencia nombra a Jaime Beltrán, quien delega sus funciones sobre Villalonga a un ciudadano de Gandía Vicente Cutanda, el cual toma posesión del valle el 21 de enero de 1607.
La actual población de Villalonga está formada a partir de calles musulmanas como caseríos primitivos algunos de los cuales son denominados: Cais, La Font y La Alcudia; en estas calles se aglutinó la población tras la expulsión de los moriscos, dejando despoblados otros caseríos existentes hasta entonces y que se llamaban Ráfol, Buixerques, Simat, El Reconc, l'Almàssita, la Plaça y Recunxent.
Un documento de 1607 permite determinar la relación completa de los últimos moriscos de Villalonga y su distribución en los distintos lugares. Se puede estimar una población de 1000 habitantes en el Valle de Villalonga en dicho año.
| LUGAR                 | FAMILIAS |
| --------------------- | -------- |
| La Font de Villalonga | 53       |
| Cais                  | 40       |
| Alcudia               | 35       |
| Buxerques             | 19       |
| Recungent             | 38       |
| Almasita              | 6        |
| TOTAL                 | 191      |

Las casas y tierras del valle de Villalonga, abandonadas por los moriscos en 1609, fueron repobladas. La Carta Pobla es un documento notarial, suscrito el 26 de enero de 1612 por las personas que a partir de ese momento iban a acceder al dominio útil de las casas y tierras del valle.
Los apellidos de los primeros pobladores cristianos fueron los siguientes:
Bas de Mezquida, Carbó, Castellolí, Cifré, Coll, Estruch, Faus, Fuster, García, Glaudio, Iváñez, Juan, López, Martí, Martínez, Mas, Mascarell, Moratal, Navarro, Puig, Reig, Roch, Rocher, Ros, Sanchis, Serra y Tarrasó.
El censo de población detalla una relación de 58 vecinos, que ocupaban otras tantas casas. Un estudio muy detallado de Salvador Rocher Tarrasó precisa que la población en Villalonga en ese año era de 256 personas.
La genealogía de los habitantes de Villalonga, desde 1630 se puede obtener a partir de la información del Archivo parroquial, con los registros de nacimientos, matrimonios y defunciones.

## Demografía
Villalonga (Valencia) cuenta con una población de 4713 habitantes (INE 2024).
| Gráfica de evolución demográfica de Villalonga entre 1842 y 2021                                                    |
| |
| Población de derecho según los censos de población del INE Población de hecho según los censos de población del INE |

## Economía
El terreno cultivado se reparte entre secano, donde se cultivan olivos y frutales, y regadío con una presencia mayoritaria de naranjos.
La empresa de alimentación vicky foods dulcesol junto con las industrias cerámicas presentes en el municipio, emplean a gran parte de la población. Asimismo ha tenido una importancia destacada, si bien su peso en el conjunto de la economía local a ha decrecido en la última década, la comercialización de naranjas a través de la Cooperativa Río tinto.
Hay ganadería lanar, caprino y vacuno, así como algunas granjas avícolas, si bien su peso en la economía local no es destacado.
Villalonga cuenta con comercios que abastecen tanto a la población como a los municipios colindantes de Potríes y Ador. Además, celebra mercado dos días a la semana (martes y viernes)06:00 a 13:00 y el centro comercial se sitúa en los alrededores del paseo del Presbítero D. Antonio Giner, donde se pueden encontrar bares, restaurantes, tienda de informática, autoescuela y entidades financieras como banco Santander, La Caixa, un supermercado de la cadena Mercadona, agencias de viajes, Óptica (Martí Ópticos-Zasvisión), locutorio, estanco y quiosco de prensa, y la empresa Sklum de grande importancia mundial
En los últimos años, este municipio ha tenido un crecimiento urbanístico enorme a la par que controvertido, multiplicando su superficie urbana muy por encima de las necesidades de suelo reales. De hecho, el número de habitantes no se ha visto incrementado en porcentajes superiores a los del resto de municipios de la comarca y gran parte de los desarrollos urbanos de los últimos tiempos están por ocupar.

## Administración y política
- La Alcaldesa en 1936, fue Rosa Estruch Espinós[6][7]

| Periodo   | Nombre                                        | Partido               |
| --------- | --------------------------------------------- | --------------------- |
| 1979-1983 | Alfredo Giner                                 | PCPV-PCE              |
| 1983-1987 | José Martí                                    | PSPV-PSOE             |
| 1987-1991 | Fernando Sendra                               | Independiente (IV+UV) |
| 1991-1995 | Fernando Sendra                               | Independiente         |
| 1995-1999 | Fernando Sendra                               | Independiente         |
| 1999-2003 | Fernando Sendra                               | Independiente         |
| 2003-2007 | Juan Ros                                      | PP                    |
| 2007-2011 | Juan Bautista Ros Pavía                       | PP                    |
| 2011-2015 | Enric Llorca Miñana                           | Psoe                  |
| 2015-2019 | Enric Llorca Miñana                           | PSPV-PSOE             |
| 2019-2023 | Domingo García Pérez Román Garrigós Mascarell | Compromís PP          |

## Patrimonio
- Iglesia parroquial. Construida en 1719 se inauguró el 6 de noviembre de 1757. Está dedicada a los Santos Reyes.
- Ermita de San Antonio Abad y Santa Bárbara.
- Capilla a la Virgen de la Fuente (Capella de la Verge de la Font, Patrona de Villalonga)
- Castillo de Villalonga, conocido también como el castell dels Moros, es un castillo de origen musulmán situado en la sierra de Les Fontanelles a 1,5 kilómetros del municipio, desde donde se domina la llanura.
- Fuentes: Fuente de 4 (Font de 4) se encuentra en el paseo del Villalonga; Fuente de 2 (Font de 2) se encuentra en la plaza de la iglesia parroquial; Fuente de la reprimala, es un nacimiento del río serpis; Fuente de 16 (Font de 16) en pleno centro de Villalonga y casco antiguo del pueblo se encuentra la fuente, da agua al riego y al lavadero municipal; Fuente de la Safor (Font de la Safor) situada en la sierra de la Safor.

## Fiestas
- San Antonio Abad y Santa Bárbara. Se celebra el 17 de enero,o el finde de semana más próximo, se hace la bendición de animales, y con la comida en la ermita de Sant Antonio.
- Fiestas de Moros y Cristianos. Se celebran un fin de semana antes de las fiestas patronales en octubre. El viernes con calbagata de disfraces, discomóvil y charangas. El sábado por la tarde desfiles de moros y cristianos.
- Fiestas de octubre, son las fiestas patronales, jueves con ofrenda en honor a la patrona Virgen de la Fuente, por la noche correfuegos, el viernes se celebra el Día de la Aurora, con despertada y mucha música, mascletá al mediodía, por la tarde cabalgata de disfraces música y fiesta para los jóvenes al terminar la cabalgata discomívil, por la noche se celebra la procesión y al terminar el Castillo de Fuegos Artificiales y a la madrugada con una orquesta, sábado se celebra el Cristo de la Salud con despertada y más música, actividades para niños y para mayores, a las 14:00 mascletá, por la tarde la gran cabalgata con desfiles y fiesta, por la noche la procesión y el Castillo de Fuegos Artificiales y una orquesta; el tercer domingo de octubre es el Día Grande de Villalonga el día de la patrona, por la mañana despertada música, traslado de capilla a la iglesia, misa y al terminar mascletá, por la tarde se celebran actividades, a las 8 la procesión por todo el pueblo y acaba en la Capilla y el canto del himno de Villalonga y luego un gran Castillo de Fuegos Artificiales.
- Fiestas en agosto. Donde se celebra el encuentro de la Virgen, el 15 de agosto el concurso de paellas y una fiesta con agua y espuma ("cordà d'aigua i d'espuma"). El día 16 de agosto el día de San Lorenzo, patrón del barrio de Cais, por la tarde misa a la capilla de San Lorenzo y después procesión por las calles del barrio; al terminar castillo de fuegos artificiales, cena por las calles del barrio y después una orquesta. El 17 de agosto es la fiesta a la Patrona. Primero se traslada la Virgen desde su capilla a la iglesia de los Santos Reyes donde se celebra la Santa Misa. A la noche sale de la iglesia en procesión por las calles del pueblo volviendo a su capilla.
- Las fallas aunque no hay ninguna falla es fiesta el 18 y el 19, ciudades más próximas con fallas, Oliva, Gandía, Jaraco y Tabernes de Valldigna de la provincia de Valencia; Y de la provincia de Alicante, Denia y Benidorm.
- Semana Santa con procesiones Jueves Santo, Viernes Santo.
- San Vicente Ferrer fiesta en el barrio de San Vicente con comidas y fiesta.
- Navidad del 22 de diciembre al 7 de enero, el día 24 Nochebuena con la visita de Papá Noel y por la noche la misa del gallo, 31 de diciembre Nochevieja en la plaza de la iglesia. El 5 de enero por la tarde, la cabalgata de los Reyes magos que acabarán en la iglesia parroquial. En todos estos días de Navidad se hacen conciertos de la rondalla, banda de música y de la coral.
- Las comuniones y el Corpus. Para las fiestas de Corpus, se elabora una alfombra de polvo de pintura, serrín y arenas. Esta alfombra, de cerca de 50m2 de superficie y relativa a motivos religiosos, se extiende por el suelo de la capilla y cada es año distinta. Es habitual la congregación de gente de otros pueblos cercanos, que acuden a contemplar la efímera obra. Esta tradición, arraigada en el pueblo, lleva casi 70 años haciéndose por la misma persona, Vicente Estevan. Nombrado hijo predilecto del pueblo de Villalonga, ha recibido numerosos agradecimientos del pueblo a lo largo de los años, culminados con la inauguración de una plaza con su nombre. Durante las fiesas de Corpus, se hace también una procesión con los niños que han realizado la primera comunión ese año, adornándose las calles con senefas de flores.

## Patrimonio
- Castillo de Villalonga

Se trata de un recinto amurallado de medianas dimensiones, situado por su parte este junto a un cortado de 30 m de altura y por su parte oeste adaptándose a un barranco por donde descienden por medio de bancadas, donde se situaba una barrera defensiva y un segundo recinto amurallado de protección del recinto superior.
En la parte noroeste quedan los restos de lo que debió ser la torre mayor del castillo, manteniéndose también en pie un paramento de muralla que aún conserva sus almenas, así como un aljibe.
Para sus fábricas utilizaron diversas técnicas constructivas. El aljibe fue realizado con muros encofrados de mortero y piedra y cubierto por una bóveda con marcas de cañizo, y los muros del recinto con fábrica de tapial de tierra y mampostería colocada en la parte baja como refuerzo.
- Tren Alcoy-Gandía

La vía verde del Serpis es una futura vía verde que aprovecha el itinerario del antiguo tren Alcoy-Gandía, que en el año 1969 fue clausurado. La realización de esta obra está promovida por los ayuntamientos que atraviesa el recorrido. En el año 2020, la Generalidad Valenciana ha licitado el proyecto de construcción para el tramo de 28 km entre Muro de Alcoy y Villalonga.
La ruta ferroviaria tenía 53 km, con 7 túneles y 12 puentes. Se iniciaba en Alcoy y finalizaba en el puerto de Gandía, atravesando las comarcas de Hoya de Alcoy, Condado de Cocentaina y la Safor. Comunicaba el parque natural de la Sierra de Mariola con el Mar Mediterráneo y, en gran parte de su recorrido, se situaba a la orilla del río Serpis. Lugares que atraviesa:
- Alcoy
- Cocentaina
- Muro de Alcoy
- Gayanes
- Beniarrés
- Lorcha
- Villalonga
- Potríes
- Beniarjó
- Almoines
- Gandía
- Puerto de Gandía